# Le professeur jouait du saxophone
Pour plus de détails, voir Fiche technique et Distribution.
Le professeur jouait du saxophone est un téléfilm français réalisé par Bernard Dumont d’après un scénario original de Pierre Maintigneux et Bernard Dumont. Il fut diffusé pour la première fois le mercredi 3 juin 1981 sur FR3, dans le cadre de la série Cinéma 16.  Ce téléfilm fut à nouveau diffusé en 1984.

## Synopsis
Madeleine, divorcée, vit seule avec ses deux enfants, Pierre et Olivia, dans une cité-dortoir à la périphérie de Lyon. Elle est isolée, repliée sur elle-même, coupée du reste de sa famille qui vit dans le bassin minier du Nord-Pas-de-Calais. Pierre, onze ans et demi, est en CM2. Il sait à peine lire et n’est pas intéressé par ce que l’école lui propose. Madeleine, qui tente de parer au quotidien, est démunie.
Jacques Morand est saxophoniste professionnel mais, poussé par des exigences personnelles et les hasards de la vie, il devient professeur de mathématiques auxiliaire. C’est ainsi qu’il hérite de la classe la plus difficile du collège où Olivia est élève. Il emménage dans l'immeuble HLM où vivent Madeleine, Pierre et Olivia.

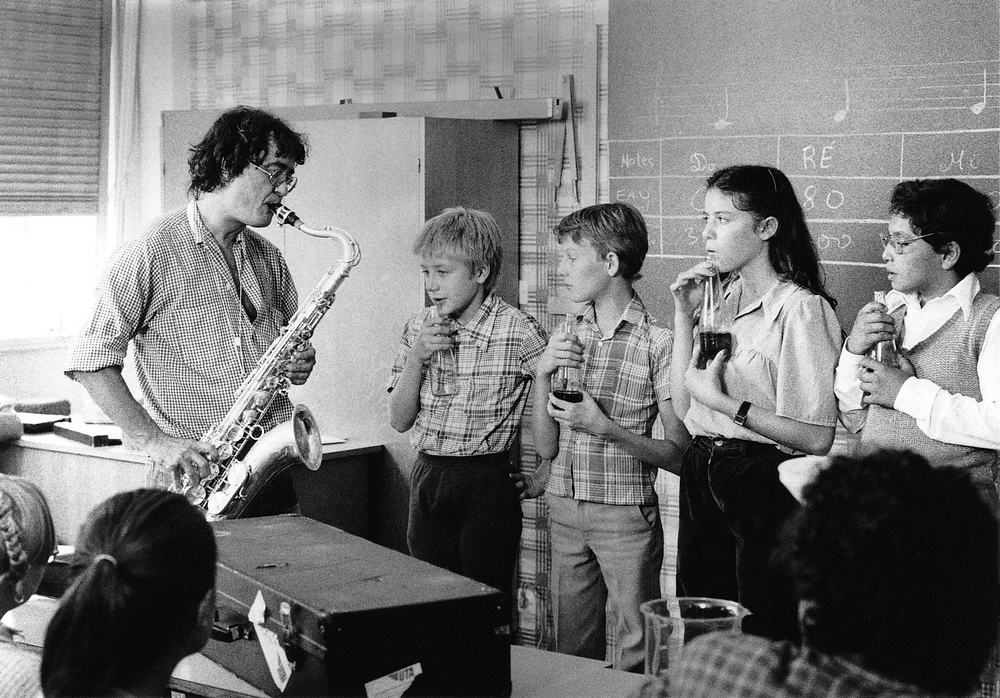
Jacques Denis- Photo de plateau réalisée en octobre 1980 lors du tournage du téléfilm Le Professeur jouait du saxophone de Bernard Dumont.

Le nouveau professeur surprend autant l’institution scolaire que ses amis. « Comment peut-on être à la fois prof de math et saltimbanque ? » lui demande la femme de son ami d’enfance. Question logique dans une société où tout est fait pour séparer, rationaliser les individus pour les rendre « efficaces ». Vivant dans les mêmes conditions que les parents et les enfants qu’il a en classe, associant dans son enseignement musique et mathématiques, le professeur redonne à ses élèves le sentiment d’exister et le goût d’apprendre, de poser et de se poser des questions.
La rencontre de Jacques avec Madeleine et ses enfants est aussi révélatrice pour chacun. Jacques ne cherche ni à remplacer le père absent ni à « entrer dans la famille », mais Pierre, qui se lie d’amitié avec Jacques par l’intermédiaire de la musique, modifie peu à peu son comportement. Le rapport entre les sons concrets et leur écriture codifiée qui permet de les reproduire va permettre à Pierre de faire un premier pas vers l’abstraction. 
Un voyage dans la famille de Madeleine dans le bassin minier du Nord, des rencontres inattendues, le temps qui s’écoule différemment vont modifier chacun des personnages. Madeleine n’est plus coupée de son passé, de son histoire comme au début. L’image du grand-père mineur incite Pierre à lire maladroitement Voyage au centre de la Terre devant toute la famille, comme un conteur à la veillée. Cette scène contraste avec celle du début du film où Pierre ferme résolument son livre de lecture dans la classe.
Lorsque Jacques repart exercer son métier de saxophoniste, il n’y a pas de drame. Chacun continue son chemin séparément, mais différemment.

## Fiche technique
- Réalisation : Bernard Dumont[5],[6].
- Scénario : Pierre Maintigneux et Bernard Dumont
- Musique : Guy Villerd
- Conseiller technique : Michel Bourdais
- Société de production : FR3 Lyon
- Chargé de production : Patrice Dubois
- Assistants de production : Philippe Mauger, Claire Salmon, Claudie Decalf
- Directeur de la photographie : Serge Palatsi
- Cadreurs : Pierre Millou, Philippe Deny
- Ingénieurs du son : Christian Evanghelou, Jean-Paul Martin
- Scripte : Christiane Suzuki-Bertin
- Photographe de plateau : Michel Bourdais
- Maquilleuse : Christiane Deschambre
- Coiffeuse : Marie-Thérèze Chambard
- Costumes : Danièle Colin-Linard
- Décorateurs : Pierre François Buttin, Jimmy Vansteenkiste
- Monteurs : Daniel Borgeot, Anne Brotons
- Mixage : Daniel Léonard
- Durée : 92 minutes
- Première date de diffusion le 3 juin 1981 sur FR3

## Distribution
- Bulle Ogier : Madeleine
- Jacques Denis : Jacques Morand
- Régis Berthier : Pierre
- Julie Jézéquel : Olivia
- Fred Personne : Le directeur de l’école
- Achile Varas : Pablo
- Jenny Clève : Marie
- Jean Lescot : Monsieur Delmotte (ami d’enfance de Jacques Morand)
- Anne Kazatsken : Madame Delmotte
- Philippe Du Janerand : l’instituteur
- et Jean-Louis Aracil, Béatrice Audry, Janine Berdin, Richarda Boutteau, Monique Buisson, Marie-Pierre Cascales, Sébastien Floche, Pierre Londiche, Cécile Mazan, André Mortamais, Serge Pauthe, Anne-Marie Prodéo, Arlette Renard, André Sanfratello, Dominique Sarrazin, André Willem, Ginette Willem
- le centre Dramatique National de La Courneuve
- les élèves du Collège Elsa Triolet de Vénissieux
- les élèves du groupe scolaire Anatole France de Vénissieux[7].

## Lieux de tournage
- Vénissieux
- Département du Pas-de-Calais